# Magánszemély
A magánszemély egy jogi gyűjtőfogalom, amelyet elsősorban a jogi személytől való megkülönböztetésre használnak.
E fogalom alá tartoznak
- a természetes személyek,
- a természetes személyek jogi személyiséggel nem rendelkező személyegyesülései és vagyonegyesülései, pl. polgári jogi társaság, építőközösség
- a természetes személyek egyedül folytatott gazdasági tevékenységei, pl. egyéni vállalkozás, egyéni cég, adószámos magánszemély.

Magánszemélyek kétféle módon hozhatnak létre jogi személyeket:
- személyegyesüléssel, pl. társadalmi szervezetek,
- vagyonegyesüléssel, pl. alapítványok, gazdasági társaságok (közkereseti társaság, betéti társaság, korlátolt felelősségű társaság vagy részvénytársaság).